# Mike Blair
Michael Robert Leighton Blair (* 20. April 1981 in Edinburgh) ist ein ehemaliger schottischer Rugby-Union-Spieler, der für Edinburgh und die schottische Nationalmannschaft aktiv war. Er spielte auf der Position Gedrängehalb.
Blair gab 2002 gegen Kanada sein Debüt für Schottland und erzielte gleich einen Versuch. Er war Teil des Kaders zur Weltmeisterschaft 2003 und kam dabei zu einem Einsatz gegen die USA. Im November 2004 wurde er beim historischen 100:8-Sieg gegen Japan eingewechselt und konnte erneut einen Versuch zum Sieg beisteuern. Bei den Six Nations 2006 gehörte er zu den herausragenden Spielern des Turniers und trug dazu bei, dass die Schotten sowohl Frankreich als auch England im heimischen Murrayfield Stadium schlugen. Im darauf folgenden Jahr konnte er aufgrund einer Verletzung nicht an diesem Turnier teilnehmen, wurde aber rechtzeitig zur WM wieder fit und konnte an vier von fünf Partien mitwirken.
Als Blair bei den Six Nations 2008 Jason White als Kapitän vertrat, da dieser aufgrund einer Verletzung ausfiel, wurde er zum 108. Spielführer der schottischen Nationalmannschaft in deren Geschichte. Er war in den Spielen gegen Irland, England und Italien Kapitän und gewann mit dem Team den Calcutta Cup durch ein 15:9 über die englische Nationalmannschaft. Auch während der Tour nach Argentinien übte er dieses Amt aus und wurde gleichzeitig der 25. Spieler mit 50 Länderspielen für Schottland. Aufgrund seiner hervorragenden Leistungen wurde er vom International Rugby Board zum Spieler des Jahres nominiert. Neben ihm waren Daniel Carter, Ryan Jones, Sergio Parisse und Shane Williams für diese Auszeichnung vorgeschlagen worden, wobei Williams die Wahl gewann.
Blair galt aufgrund seiner Leistungen in den vergangenen Jahren als ein Anwärter auf den Gedrängehalbposten bei der kommenden Tour der British and Irish Lions. Aufgrund seiner Formschwäche bei den Six Nations 2009 wurde er jedoch zunächst nicht für den Kader berücksichtigt. Nachdem sich Tomás O’Leary im Vorfeld verletzt hatte, wurde er nachnominiert.